# Terry Branstad
Terry Edward Branstad, né le 17 novembre 1946 à Leland (Iowa), est un homme politique américain, membre du Parti républicain. Il est gouverneur de l'Iowa de 1983 à 1999 et de 2011 à 2017 puis ambassadeur auprès de la république populaire de Chine de 2017 à 2020.

## Biographie

### Début de carrière

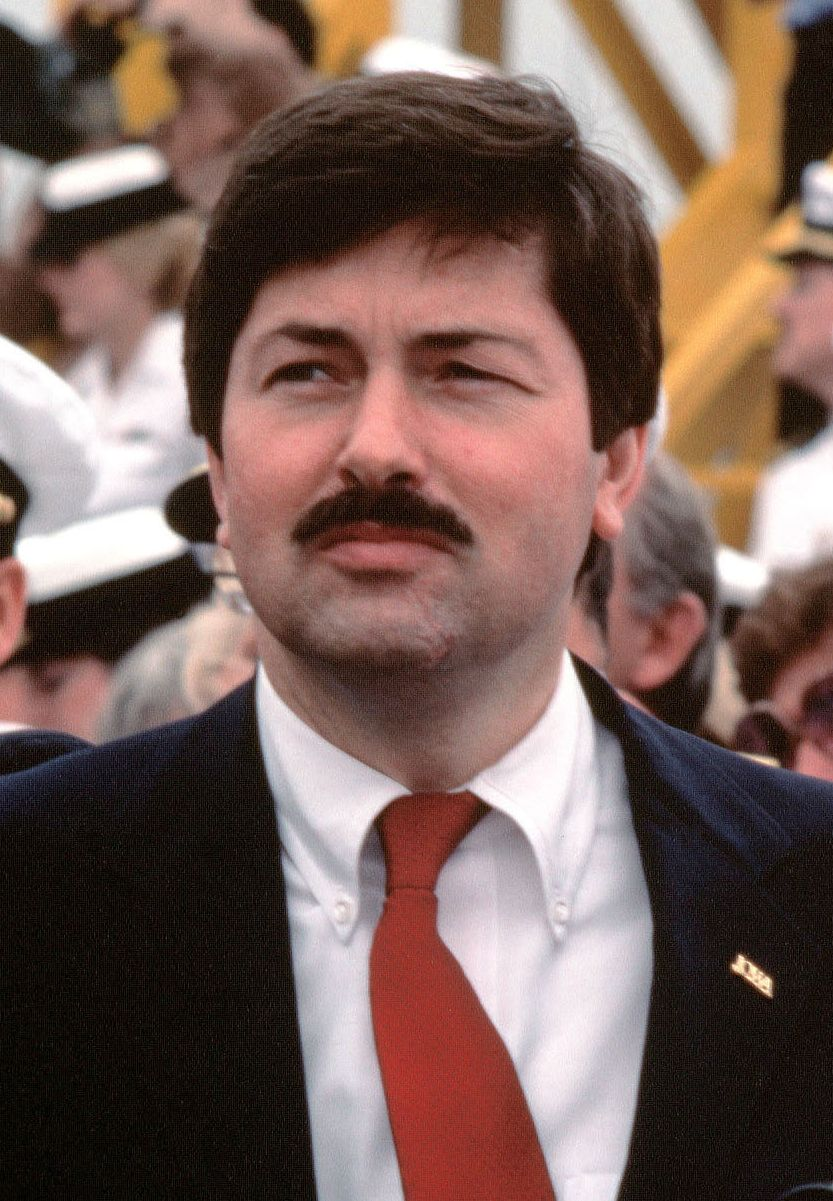
Branstad assistant à la cérémonie de remise en service de l', le 28 avril 1984 à Pascagoula.

Terry Brandstad est né dans une famille américaine luthérienne originaire de Norvège. Après des études à l'université de l'Iowa et à l'école de droit de l'université Drake, il entame une carrière politique locale assez fructueuse. Après 3 mandats à la Chambre des représentants de l'Iowa, il devient lieutenant-gouverneur de l'Iowa en 1979.

### Gouverneur
En 1982, âgé alors de 36 ans, il est élu gouverneur de l'Iowa avec 52,6 % des voix. Il devient alors le plus jeune gouverneur de l'histoire de cet État. Il est réélu en 1986 (51,9 %), en 1990 (60,6 %) et 1994 (56,8 %). Quand il quitte ses fonctions en 1999, il détient le record de longévité à ce poste.
De retour dans la vie civile, il fonde un cabinet d'avocats et devient conseiller financier. De 2003 à 2009, il est président de l'université de Des Moines.

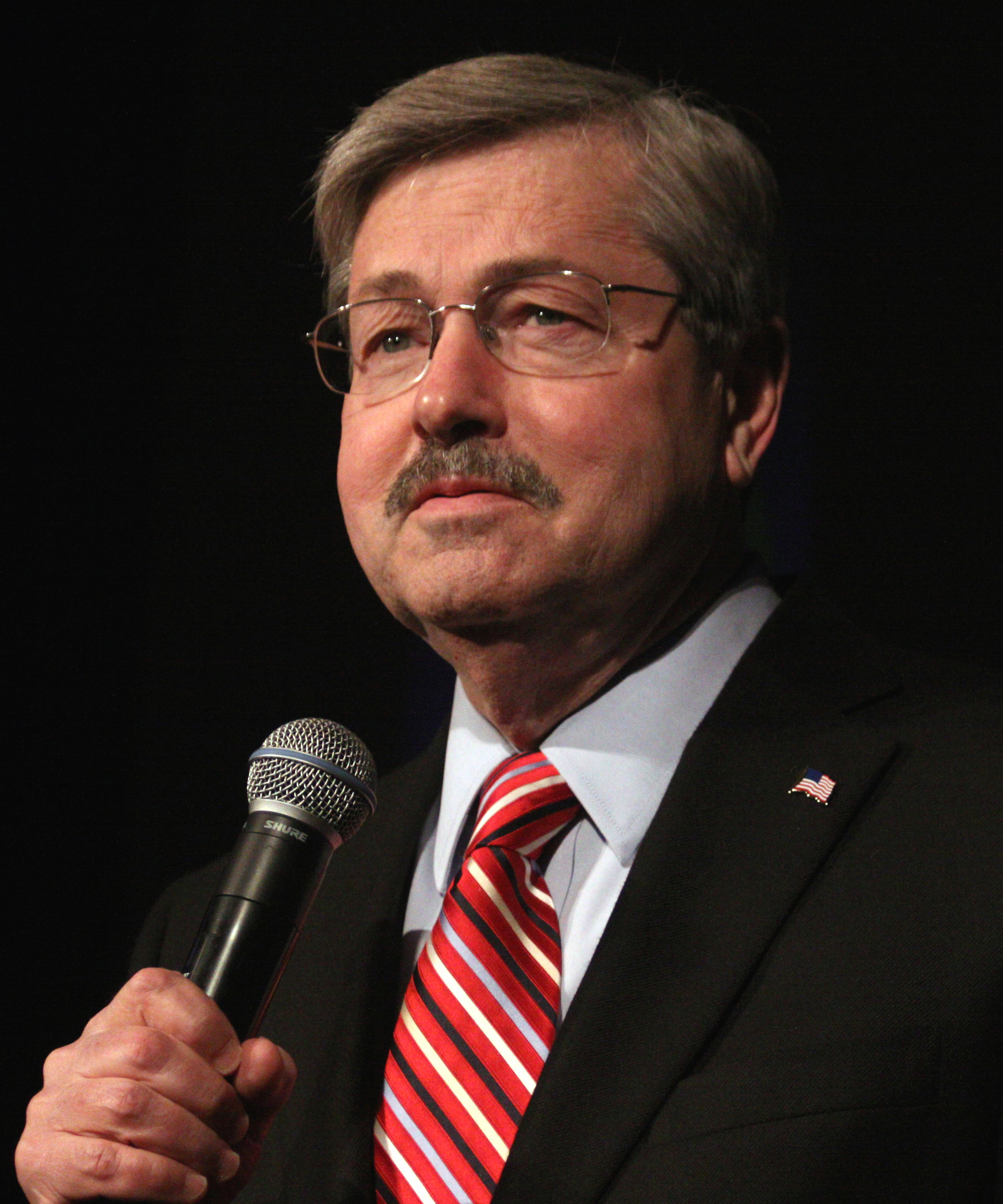
Branstad prononçant un discours à Des Moines, le 1er avril 2011.

En 2010, candidat de nouveau au poste de gouverneur de l'Iowa, il est élu avec 52,9 % des suffrages contre 43,1 % au gouverneur démocrate sortant Chet Culver.
En 2014, il est réélu avec 59 % des voix, remportant 98 des 99 comtés de l'État. Il bat facilement le sénateur démocrate du comté de Linn, Jack Hatch (en), en faisant campagne sur son travail bipartisan et son bilan économique. C'est la première fois qu'un gouverneur de l'Iowa est élu pour un sixième mandat. Le 14 décembre 2015, il devient le gouverneur au plus long mandat de l'histoire des États-Unis. Ayant exercé ses fonctions pendant 20 ans, 11 mois et 3 jours, il bat le record de George Clinton, gouverneur de New York de 1777 à 1795 et de 1801 à 1804. Depuis son départ, le 24 mai 2017, le nouveau record s'établit à 22 ans, 4 mois et 11 jours.

### Ambassadeur en Chine
En décembre 2016, le président élu Donald Trump propose Terry Branstad pour le poste d’ambassadeur américain auprès de la Chine.
Le 20 janvier 2017, sa nomination est transmise au Sénat, qui le confirme par un vote le 22 mai suivant. Deux jours plus tard, il démissionne de ses fonctions de gouverneur.
En mai 2019, il se rend au Tibet et encourage le gouvernement chinois à s'engager dans un dialogue avec le dalaï-lama ou ses représentants.
En septembre 2020, il accuse la Chine d'être responsable de l'apparition de la maladie à coronavirus 2019. Il quitte son poste d'ambassadeur en octobre et rentre aux États-Unis pour soutenir Donald Trump dans sa campagne électorale.